# Remizidae
I Remizidi (Remizidae Olphe-Galliard, 1891) sono una famiglia di uccelli dell'ordine dei Passeriformi.

## Tassonomia
La famiglia comprende i seguenti generi e specie:
- Genere Remiz
  - Remiz pendulinus (Linnaeus, 1758)
  - Remiz macronyx (Severtsov, 1873)
  - Remiz coronatus (Severtsov, 1873)
  - Remiz consobrinus (Swinhoe, 1870)
- Genere Anthoscopus
  - Anthoscopus punctifrons (Sundevall, 1850)
  - Anthoscopus parvulus (Heuglin, 1864)
  - Anthoscopus musculus (Hartlaub, 1882)
  - Anthoscopus flavifrons (Cassin, 1855)
  - Anthoscopus caroli (Sharpe, 1871)
  - Anthoscopus minutus (Shaw, 1812)
- Genere Auriparus
  - Auriparus flaviceps (Sundevall, 1850)